# Тарки (станция)
Тарки — железнодорожная станция Северо-Кавказской железной дороги в Дагестане.
Располагается на линии Махачкала — Дербент, в селе Новый Хушет.

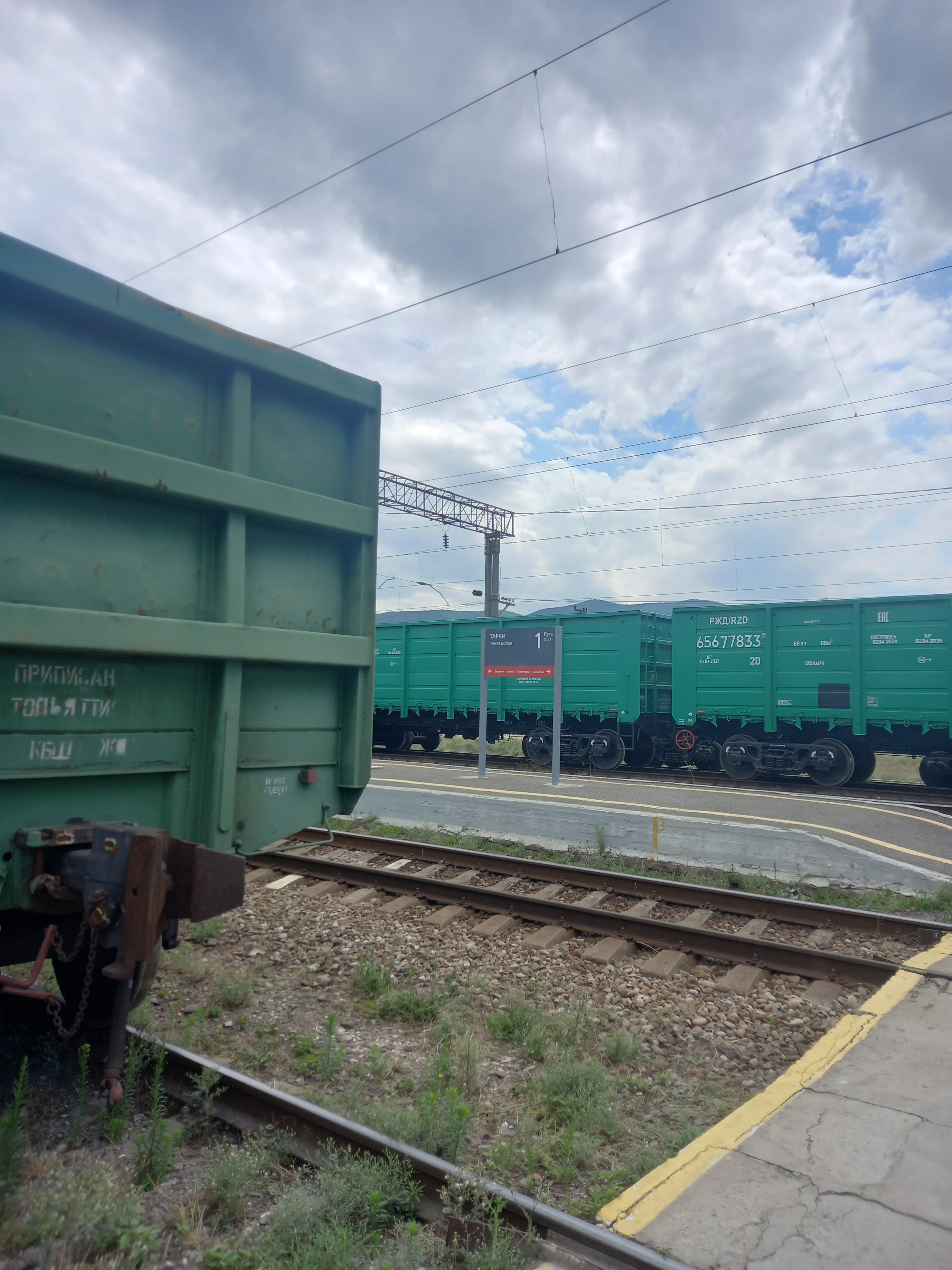
Станция Тарки со стороны вокзала